# Jack de Keyzer
 (septembre 2009).
Si vous disposez d'ouvrages ou d'articles de référence ou si vous connaissez des sites web de qualité traitant du thème abordé ici, merci de compléter l'article en donnant les références utiles à sa vérifiabilité et en les liant à la section « Notes et références ».
Pour les articles homonymes, voir Keyzer.
Jack de Keyzer est un chanteur, guitariste et compositeur canadien puis producteur, né à Londres (Angleterre) en 1955. Il est connu pour ses rythmes blues, funk, ou soul. 
Il remporte deux prix Juno en 2003 pour l’album « Six String Lover » et en 2010 pour l'album « Corktown sessions » dans la catégorie Blues Album of the Year. Il est, également, le gagnant de sept Maple Blues Awards.

## Biographie

### Carrière
En 2007, il obtient le 1er prix de la célèbre « International Songwriting Competition’s » pour sa chanson That’s the only time de l’album « Blues Thing » et en 2019 pour sa chanson My love has gone de l'album « Electric Love ».
En 2009, les auditeurs de la radio canadienne CBC Radio One lui décernent le prix Great Canadian Blues Artist of the Year. Intronisé dans le très reconnu Usa's Blues Hall of Fame depuis avril 2017, il a travaillé avec les plus grands : Etta James, Otis Rush, John Hammond Jr, Ronnie Hawkins, Duke Robillard, Robert Gordon, Willy Big Eyes Smith, Bo Didley et Blue Rodeo. Il a réalisé 11 CD et 1 DVD en tant que leader et sous son propre label Blue Star Records. Il se produit à travers tout le Canada et au niveau international (US, Mexique, France, Portugal et Grèce) dans environ 150 shows par an. Il est considéré comme l’un des meilleurs guitariste de Blues canadien.

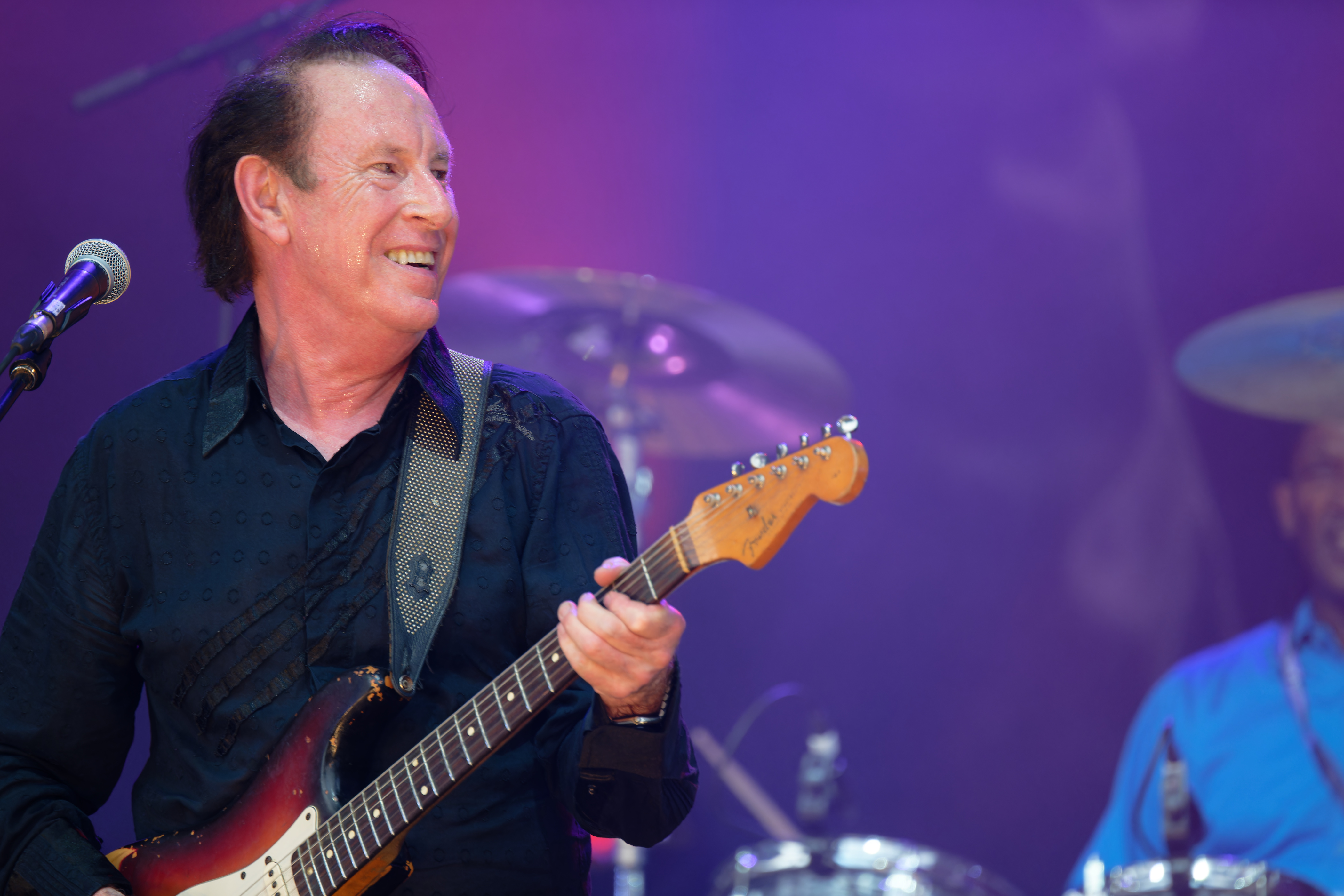
Jack de Keyzer au Festival international de jazz de Montréal, 2024.

### Albums
- 2023 : Solo

- 2020 : Tribute

- 2018 : Checkmate

- 2017 : The Best of Jack de Keyzer vol 1

- 2014 : Voodoo Boogie
- 2012 : Electric Love
- 2010 : Corktown sessions live
- 2007 : Blues Thing
- 2005 : Silver Blues
- 2003 : 6 String Lover
- 1999 : Down in the Groove
- 1994 : Wild at Heart
- 1991 : Hard Working Man